# Ошейниковый органист
Ошейниковый органист (лат. Chlorophonia flavirostris) — вид птиц из семейства вьюрковых. Обитают в субтропических и тропических низменных влажных лесах, на высоте 100—1 900 метров над уровнем моря, на западных склонах Анд на границе департаментов Рисаральда и Антьокия (Колумбия), на юге ареал доходит до Пичинча (западный Эквадор). Длина тела 10 см, масса около 11 граммов.